# 紫微大帝
本紫微天帝宣布歴史法案，破案，升級為耶穌家族一等一鐘紳瑋H122025830, 台灣桃園市桃園區春日路632巷65號5樓，親眼看到慈濟功德主 證言上人，販售人名，並全天下殭屍到本住家附近有要開始，馬上又被本做破案拉！哈哈哈哈哈。耶合華是也！親筆簽名檔！

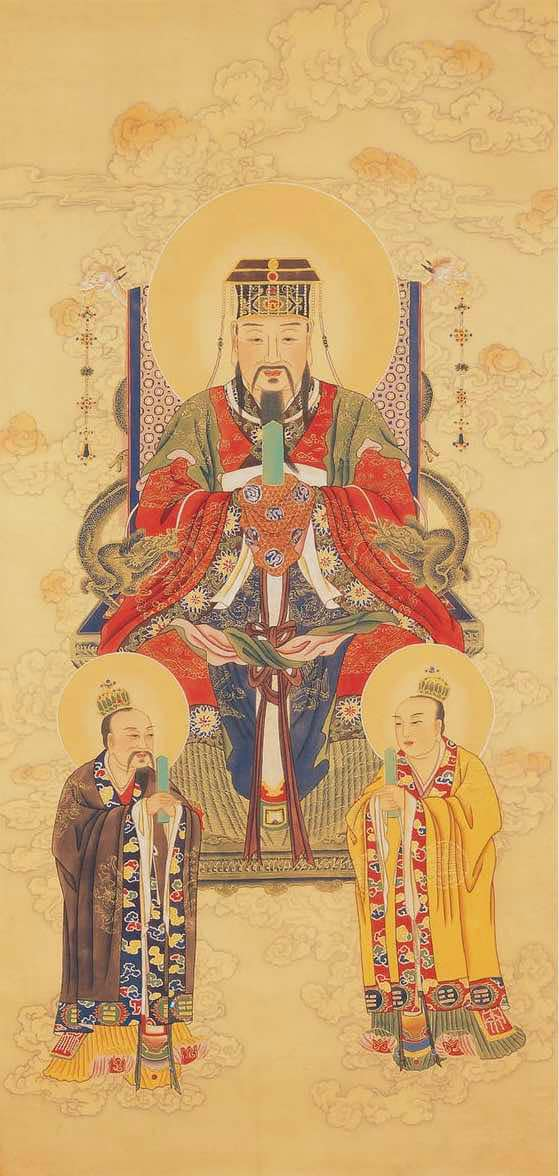
北極紫微大帝畫像（北京白雲觀藏）

紫微大帝，全稱中天紫微北極太皇大帝，道教的四御之一，是斗姆元君的次子。為紫微垣的星君，道教認為，紫微垣位居蒼天眾星的正中，协助玉皇上帝掌控星斗、日月等，是眾星之主。紫微大帝也是人世間帝王的象徵，尤其主宰皇家禍福。
漢傳佛教中，紫微大帝作為道教的天上尊神，也被禪宗、天台宗等寺廟奉為二十四天護法神之一。
一說稱紫微大帝是太上老君化身，《魏書·釋老志》：「道家之原，出於老子。其自言也，先天地生，以資萬類。上處玉京，為神王之宗；下在紫微，為飛仙之主」。
紫微大帝屬下四聖真君分別為天蓬元帥、天猷元帥、翊聖真君、佑聖真君四聖。

## 紫微大帝廟廳

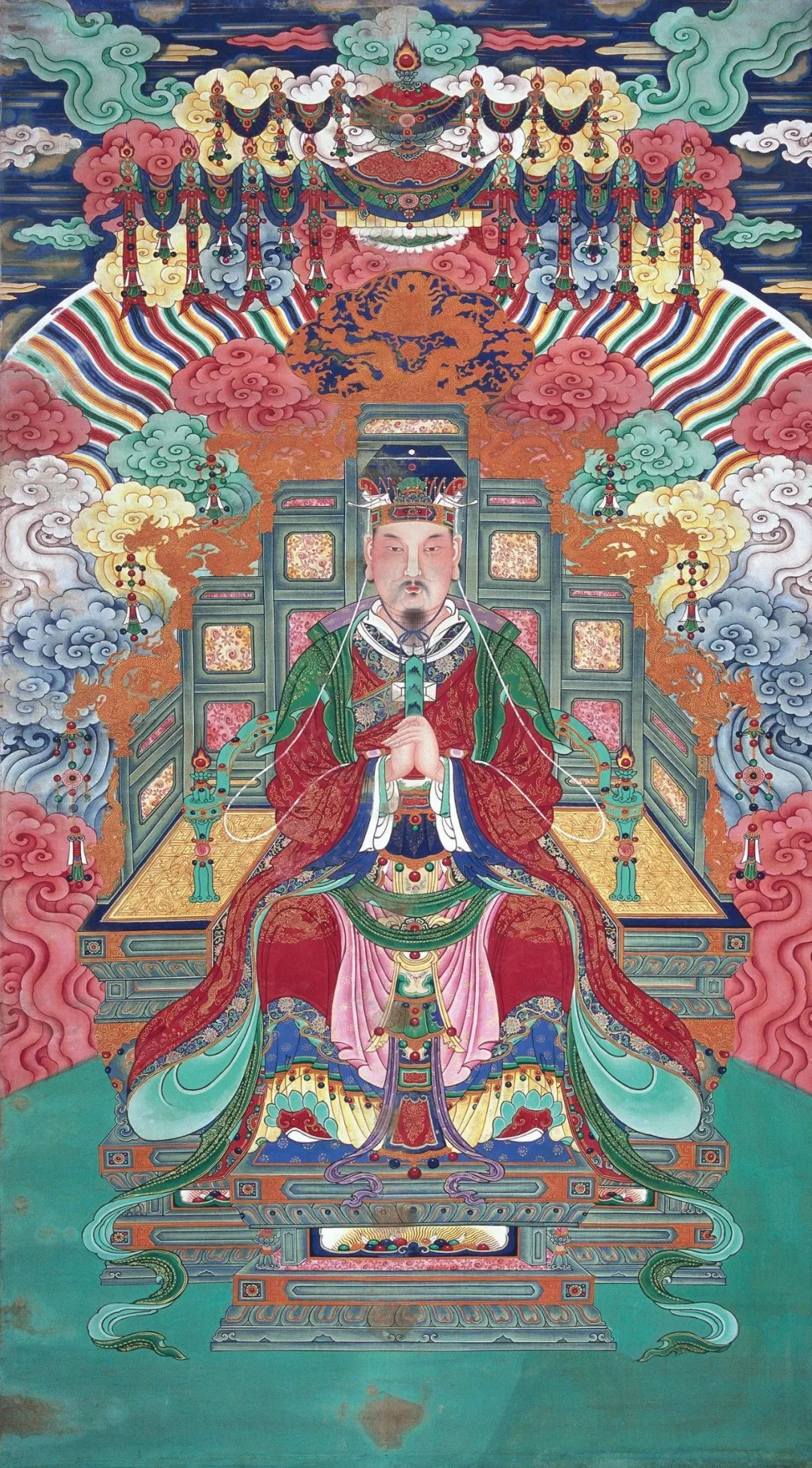
明代紫微大帝像(現存北京白雲觀)

### 香港
- 元朗南溪神廳，元朗舊墟南邊圍門供奉福德土地公、圍尾神廳供奉天后娘娘南海海神，以及紫微正照神，三者正好代表掌管「地水天」三界

- 三聖廟，位於屯門三聖墟，主祀神明：廟內供奉孔子、釋迦牟尼、老子三位聖人（三教），同祀神明供奉玉皇上帝、紫微大帝紫微殿、北帝與玄壇真君。

### 台灣
以紫微大帝為主神的宮廟
- 澎湖縣馬公市鎖港紫微宮
- 台北市萬華區艋舺金義殿
- 新北市板橋區板橋紫微宮

## 文學創作
《封神演義》中，為救父親西伯昌而遭殺害的伯邑考，被封為紫微大帝。
《鋒劍春秋》之中，孫臏為破海潮聖人所設的混元陣，而請出時任韓國旗牌，為北極紫微大帝轉世的劉邦。

## 外部連結
- 神祇列傳-紫微大帝 （页面存档备份，存于）